# Tamagotchi
Tamagotchi (たまごっち, tamagocchi) é uma franquia de mídia japonesa que consiste em animais de estimação virtual, jogos eletrônicos, animações e outras mídias relacionadas. A franquia se passa em um universo compartilhado no qual humanos coexistem com criaturas alienígenas, denominadas Tamagotchi, vindas de um planeta de mesmo nome. O público-alvo principal da franquia é o infantojuvenil, mas ficou conhecido por atrair o público feminino, principalmente meninas do ensino médio.
A franquia se originou como um animal de estimação virtual portátil (aparelho eletrônico) desenvolvidos pela WiZ, a partir de um conceito original de seu fundador, Akihiro Yokoi, e pela Bandai. Lançado no mercado em 23 de novembro de 1996, o aparelho se tornou um sucesso inesperado e foi seguido por séries de mangá, jogos, animes e spin-offs (Digimon e Magical Witches). A partir de 1997, Tamagotchi foi exportado para o resto do mundo, criando um fenômeno denominado "Tamagotchi effect". De 1996 a março de 2023, 91 milhões de unidades foram vendidas em todo o mundo. Em 2004, foi implementado um recurso de comunicação por infravermelho embutido com o Tamagotchi Connection. Em julho de 2023, foi lançado mundialmente o "Tamagotchi Uni", o primeiro modelo com Wi-Fi integrado da franquia.
No ano de 1997, Akihiro Yokoi e Aki Maita, receberam o Prêmio Ig Nobel de Economia por "divertir milhões de pessoas com horas de trabalho na criação de bichinhos virtuais".

## O Tamagotchi
A motivação do brinquedo consiste em cuidar do animalzinho virtual como se fosse real, dando-lhe carinho virtual, comida virtual, banho virtual, cuidados virtuais etc.
Já existem duas novas versões do Tamagochi (ou Tamagotchi). O Tamagochi apresentado na imagem é a primeira versão. Já na versão 2 ele vem com sensor infravermelho permitindo que os Tamas se comuniquem entre si e até tenham filhos.
Ao lançar o Tamagotchi no Japão, a Bandai inicialmente os comercializou exclusivamente para meninas adolescentes. Bandai e WiZ mais tarde criariam uma contraparte masculina para o Tamagotchi, o Digital Monster, que daria origem à franquia Digimon.
O Tamagotchi Connection V3 foi lançado em 2005 no Japão e só agora está se espalhando pela Europa. É o novo "Tamagotchi Connection", que, além do sensor infravermelho e de jogos e funções adicionais àquelas conhecidas, tem interação com o computador, em um site "Tamagotchi Town", onde pode-se adquirir produtos virtuais através dos pontos ganhos em jogos. Não paga nada para entrar e se divertir. Nem para adquirir os produtos virtuais. Estes são armazenados em seu Tamagochi V2.
Na Península Ibérica já o Tamagotchi Connection Jinsei, uma 4ª versão melhorada, que permite ao dono ter mais liberdade quanto à comida que dá ao seu "animal", mais jogos, receber cartas, visitar os outros Tamagotchis e até ligá-lo através de um código ao site oficial. Custa entre 19,99 e 22,00 euros e pode facilmente ser adquirido em lojas de Centros comerciais.
Agora o Tamagotchi Connection V5 vem com opção de família, onde ao se comunicar com outro tamagotchi você pode até ter filhotes. A V15 tem 3 tamagotchis dentro de um ovo. Depois quando tiverem idade para casar pode casar por TV (do tamagotchi) ou por comunicação (infravermelhos).
Em 2008, foi anunciado versão para celular produzida pela Tectoy Mobile.
No dia 14 de fevereiro de 2013 uma empresa chamada Zakeh, lançou um aplicativo chamado Pou, semelhante ao Tamagotchi, onde cuidamos de um alienígena na forma de um aplicativo gratuito para a plataforma móvel Android, que mais tarde foi lançado para o iOS, onde é pago.
Dia 08 de fevereiro de 2018 foi lançada finalmente a versão do jogo para Android, desenvolvido pela Bandai Namco. intitulado como "My Tamagotchi Forever" o app pode ser baixado pela Play store, porém ainda não está disponível para o Brasil. Até então, somente no Japão.

## Controvérsias
Durante o final da década de 1990, as crianças frequentemente levavam os bichinhos digitais Tamagotchi para a escola porque nos dois primeiros lançamentos (Geração 1 e Geração 2), um personagem poderia morrer em menos de meio dia se não recebesse os cuidados adequados. Os professores expressaram preocupação com a interrupção das aulas, bem como a distração geral dos trabalhos escolares e isso acabou levando muitas escolas a banir o produto. As crianças se emocionaram com a morte de seus Tamagotchi, levando os adolescentes a enviá-los para cemitérios para enterro e lendas urbanas de suicídio de adolescentes, como um suposto caso de uma adolescente se enforcando pela morte de seu Tamagotchi depois que seus pais o levaram embora. uma punição.

## Jogos eletrônicos
Foram lançados os seguintes jogos eletrônicos de Tamagotchi:

### Consoles de mesa e portáteis
| Jogo                                            | Plataforma                | Distribuição  | Ano  |
| ----------------------------------------------- | ------------------------- | ------------- | ---- |
| Tamagotchi                                      | Game Boy                  | Internacional | 1997 |
| Game de Hakken!! Tamagotchi V2                  | Game Boy                  | Japão         | 1997 |
| Game de Hakken!! Tamagotchi Osutchi to Mesutchi | Game Boy                  | Japão         | 1997 |
| Tamagotchi 64: Minna de Tamagotchi World        | Nintendo 64               | Japão         | 1997 |
| Hoshi de Hakken!! Tamagotchi                    | PlayStation               | Japão         | 1998 |
| Sega Saturn de Hakken!! Tamagotchi Park         | Sega Saturn               | Japão         | 1998 |
| Tamagotchi Connection: Corner Shop              | Nintendo DS               | Internacional | 2005 |
| Tamagotchi Connection: Corner Shop 2            | Nintendo DS               | International | 2006 |
| Tamagotchi: Party On!                           | Wii                       | Internacional | 2006 |
| Tamagotchi Connection: Corner Shop 3            | Nintendo DS               | Internacional | 2007 |
| Tamagotchi no Furifuri Kagekidan                | Wii                       | Japão         | 2007 |
| Tamagotchi no Narikiri Channel                  | Nintendo DS               | Japão         | 2009 |
| Tamagotchi no Narikiri Challenge                | Nintendo DS               | Japão         | 2010 |
| Tamagotchi Collection                           | Nintendo DS               | Japão         | 2011 |
| Tamagotchi Connection: Corner Shop 4            | Nintendo DS, Nintendo 3DS | Japão         | 2008 |
| Tamagotchi Connection: Corner Shop 4            | Nintendo DS, Nintendo 3DS |               | 2012 |

### Computador e celulares
| Jogo                              | Sistema                            | Distribuição  | Ano  |
| --------------------------------- | ---------------------------------- | ------------- | ---- |
| Tamagotchi CD-ROM                 | Windows 95                         | Internacional | 1998 |
| Tamagotchi L.I.F.E.               | Android, iPod Touch, iPad, iPhone, |               | 2013 |
| Tamagotchi L.I.F.E. Angel         | Android, iPod Touch, iPad, iPhone  |               | 2013 |
| Tamagotchi L.I.F.E. Tap and Hatch | Android, iPod Touch, iPad, iPhone  |               | 2013 |
| Tamagotchi Classic -Original-     | Android, iPod Touch, iPad, iPhone  |               | 2015 |
| My Tamagotchi Forever             | Android, iPod Touch, iPad, iPhone  |               | 2018 |